# Костомаров, Коронат Филиппович
Коронат (Коронад) Филиппович Костомаров (1803—1873) — русский военный инженер, генерал-лейтенант.  

## Биография
Родился 3 (15) июля 1803 года.
В 1822 году окончил кондукторские классы Главного инженерного училища и был оставлен для продолжения обучения в офицерских классах, которые окончил в 1824 году. Был выпущен подпоручиком в чертёжную Инженерного департамента. В середине 1830-х годов открыл, в доме Решетникова по Лиговскому каналу (на месте современного дома № 65 по Лиговскому проспекту), пансион для подготовки кандидатов к поступлению в инженерное училище. В числе посещавших пансион были братья Фёдор и Михаил Достоевские, Д. В. Григорович. В своих воспоминаниях Григорович писал:

Первый мой визит, вместе с матушкой, к Костомарову произвёл на меня, сколько помню, удручающее впечатление. Я увидел перед собою пожилого, высокого офицера с большими чёрными усами, с серьёзным, даже, сколько мне тогда показалось, суровым лицом. … Первое впечатление, сделанное на меня Костомаровым, было ошибочно: он оказался добрейшим, мягким человеком. … Костомаров приготовлял своих питомцев таким образом, что они выдерживали поступной[sic] экзамен всегда первыми; их в училище так и звали костомаровцами; каждый лез из кожи, чтобы не ударить лицом в грязь и поддержать репутацию уважаемого наставника…
Хотя Михаил Достоевский в училище не был принят, его отец писал Костомарову 1 марта 1838 года:

«…Давно уже следовало бы мне возблагодарить вас за оказанные вами сыну моему пособия в определении его в инженерные юнкера <…> Теперь приятнейшею поставляю для себя обязанностию принесть вам, милостивый государь, мою душевную благодарность за ваши благодеяния, оказанные детям моим, в особенности старшему моему сыну — прошу вас покорнейше не ставить их и в предбудущее время вашими советами, а вместе с сим позвольте вас ещё утруждать моею покорнейшею просьбою, постараться о переводе его в Инженерный замок…
Произведён в подполковники в 1844 году, в полковники — в 1854 году. «В награду трудов и усердия, оказанных при сооружении Исаакиевского собора» был награждён 30 мая 1858 года орденом Св. Анны 2-й степени (в 1863 году получил императорскую корону к ордену). В 1859 году за 35-лет службы получил орден Св. Владимира 4-й степени. С 23 апреля 1861 года — генерал-майор. В 1863 году был назначен членом Инженерного комитета Главного инженерного училища. В 1865 году награждён орденом Св. Владимира 3-й степени, в 1867 году — орден Св. Станислава 1-й степени.
В 1869 году, 30 августа, был произведён в генерал-лейтенанты. В 1872 году в связи с 50-летним юбилеем службы в офицерских чинах был пожалован орденом Св. Анны 1-й ст. с императорской короной. 

## Семья
В 1846 году женился на Варваре Ивановне Горскиной (Горсткиной?), родившейся в Омске 14 ноября 1826 года. Их дети:
- Ольга (1848—1909);
- Владимир (1849—?);
- Дмитрий (1857—1920);
- Константин (1860—1909) — старший инженер-механик отдела механической части Морского технического комитета Адмиралтейства, генерал-майор в отставке, инженер-механик флота;
- Анна (1865—?)
- Александра (1868—1936).

У дочерей собственных семей не было. Младшие дочери умерли в 1930-е годы в Ленинграде.
Умер 11 (23) марта 1873 года. Похоронен вместе с женой на Волковском православном кладбище.